# L'Héritage de la chouette
L'Héritage de la chouette est un projet documentaire français audiovisuel de 13 épisodes réalisé par Chris Marker, sorti en 1989.
Le film a pour sujet l'héritage de la Grèce antique. Chris Marker rencontre des hellénistes, des logiciens, des hommes politiques, des artistes et les interroge pour connaître l'influence de la Grèce antique sur le monde moderne. Cette interrogation a pour point de départ, dans chaque épisode, un mot hérité de la Grèce antique (symposium, olympisme, démocratie, etc.).

## Fiche technique
- Titre : L'Héritage de la chouette
- Réalisation : Chris Marker
- Narration : André Dussollier
- Genre : documentaire, historique
- Durée : 13 épisodes de 26 minutes
- Date de sortie : du 12 au 28 juin 1989 sur La Sept

## Liste des épisodes

### Épisode 1: Symposium ou les idées reçues
À partir du concept de symposium (συμπόσιον / sympósion, littéralement « boire ensemble ») qui était une institution sociale grecque, les intervenants abordent plusieurs thèmes et idées reçus liés à la Grèce antique.
Les intervenants sont Jean-Pierre Vernant, François Lissarrague, Viatcheslav Ivanov,  Marios Ploritis, Mark Griffith, John Winkler, David Halperin, Nancy Laughlin, Michael Nagler, Michel Jobert, Lee Kaminski, Iannis Xenakis, Manuela Smith, Cornelius Castoriadis et George Steiner.

### Épisode 2: Olympisme ou la Grèce imaginaire
Cet épisode interroge notamment les détournements de cet héritage grec par l'Allemagne de 1936, les Jeux olympiques ayant eu lieu à Berlin cette année-là dans le cadre de déploiement du nazisme.

### Épisode 3: Démocratie ou la cité des songes
Cet épisode traite de la démocratie athénienne.
Les intervenants sont Elia Kazan, Mihalis Sakellariou, Cornelius Castoriadis, Oswyn Murray, Angélique Ionatos, Michel Jobert, John Winkler et Evi Touloupa.

### Épisode 4: Nostalgie ou le retour impossible
Cet épisode questionne les liens entre, d'un côté l'héritage moderne revendiqué par toute l'humanité des différentes productions de la Grèce antique (scientifiques, philosophiques, politiques), et de l'autre, les différents exils qui ont parsemé l'histoire de cette même Grèce.